# Svinesundskommittén

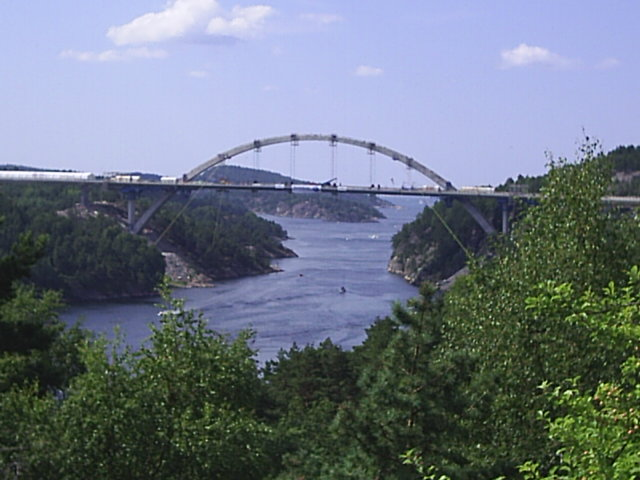
Nya Svinesundsbron mellan Norge och Sverige

Svinesundskommittén är en gränsregional samarbetsorganisation. Den har sitt ursprung i Gränskommittén Østfold-Bohuslän/Dalsland som bildades 1980, men från och med januari 2014 har hela verksamheten övertagits av den ideella föreningen Svinesundskommittén. Den består idag av 14 svenska och norska kommuner samt Østfold fylkeskommune och Västra Götalandsregionen.

## Uppdrag
Svinesundskommitténs uppdrag är att stärka utvecklingen i regionen genom att försöka avskaffa gränshinder och skapa möjligheter för affärer, jobb och utbyte mellan länderna.
Kommitténs arbete utgår från VG 2030, Fyrbodals handlingsplan, Vikens fylkesplan, nordiskt samarbetsprogram för Regional utveckling och planering 2021-2024 (Interreg Sverige-Norge) samt medlemskommunernas uppdrag och mandat.
Svinesundskommittén är ett av tolv samarbetsområden som ingår i Nordiska ministerrådets regionalpolitiska samarbete över gränsen. 

## Medlemmar

### Norge
- Aremark kommune
- Fredrikstad kommune
- Halden kommune
- Hvaler kommune
- Rakkestad kommune
- Råde kommune
- Sarpsborg kommune
- Østfold fylkeskommune

### Sverige
- Bengtsfors kommun
- Dals-Eds kommun
- Melleruds kommun
- Strömstads kommun
- Tanums kommun
- Trollhättans kommun
- Åmåls kommun
- Västra Götalandsregionen